# Ел Нуман III ибн ел Мундир
Ел Нуман III ибн ел Мундир (арап. النعمان بن المنذر‎‎), такође се изговара и као Наман, Нуман и Номан и често је познат под називом Абу Кабус (أبو قابوس), био је лахмидски краљ Ал-Хире (582 – 602 н.е.) и несторијански хришћански Арапин.
Био је син Ел Мундира IV ибн ел Мундира и Салме, кћерке јеврејског златара из Фадака. Наследио је свог оца 580. године. У каснијим историјама, он се славио по покровитељству бројних песника. Он је био једини лахмидски владар који је прешао на нешторијанско хришћанство.
Ел Н'манову владавину Ал Хиром је снажно подржао Сасанидски цара Хозроје или Кисра; међутим, Хозроје је убио Ел Нумана након што се међу њима појавио сукоб.
Према арапским извештајима, одбио је да помогне Хозроју II током његове борбе са узурпатором Бахрамом Кхобином 590, али је његова владавина подржана од стране Хозроја. Ипак, настао је раздор између њих.“Разлог за овај сукоб је нејасан, али неки историчари верују да се то догодило јер је Ел Нуман захтевао потпуну независност Лахмида. Други историчари и ахбарс (анегдотске нарације у литерарним књигама) говоре да се сукоб догодио јер је Ел Нуман одбио Хозројев захтев да му да своју кћер за жену, након чега је Хозроје напао краљевство лахмидско краљевство и његову престоницу Ал-Хиру и након чега је заробио Ел Нумана а затим га погубио „.(Његова ћерка Хинд бинт ел Нуман је затим чини се очигледним стала у заштиту песника Ел Хуџајџаха). Изгледа да је Ал-Ну'ман био затворен око 602. године и убијен истр те године или касније. Неки наративи говоре да је Хозроје погубио Ел Нумана тако што је наредио да га слонови прегазе; међутим, према сиријској хроници, Хозроје је позвао Нумана на гозбу на којој је био осрамоћен и заробљен, још једна сиријска хроника наводи да је Хозроје заробио Нумана заједно с његовим синовима, који су тада отровани. Њега је наследио Ијас ибн Кабишах.
Ово је била искра која је довела до битке код Ди Кара у 609. године. Његова судбина након доласка у Ктесифон је у великој мери спорна, чак и у временски ближим изворима; био је или одмах погубљен или затворен у одређеном временском периоду и потом погубљен, али је 609 год. био сигурно мртав а његов бивши пријатељ Ијас је доведен на власт, означивши тиме крај династије, иако је Ну'манов син Ел Мундир покушао да обнови краљевство током ратова Рида и владало је у Бахреину током кратког периода од осам месеци док није био заробљен.
Ел Нуман ибн ел Мундир је био најпознатији краљ Лахмида и је био слављен у предисламској поезији јер је био покровитељ предисламског песника Ел Набигхаха.